# アトランタ・リズム・セクション
アトランタ・リズム・セクション (Atlanta Rhythm Section) は、アメリカ合衆国ジョージア州アトランタを本拠地とするサザン・ロック・バンドである。

## キャリア
ARSは1971年に、クラシックスIVの一部のメンバーを中心に結成された。
アル・クーパーが1972年に制作した6作目のソロ・アルバム『赤心の歌』のうち「ジョリー」と「サム・ストーン氏の場合には」の2曲に参加するなどの活動をした後、1977年に「ソー・イントゥ・ユー」が初のヒットとなった。グループの次のアルバムである『ロックン・ロール魂』（1976年12月)は、ビルボードチャートで13位に上昇し、1977年春にゴールド認定を受けた。
1977年9月3日、ARSは、ジョージア工科大学のキャンパスにあるアトランタのグラントフィールドで、これまでで最大のショーである「ドッグデイ・ロック・フェスト」を行った。ハートとフォリナーがオープニングアクトで、ボブ・シーガー&シルバー・バレット・バンドがARSと共同でヘッドライナーを務めた。
1978年1月、ARSはアルバム『シャンペン・ジャム』をリリースした。このアルバムは、飛行機墜落事故で命を落としたレーナード・スキナードへのオマージュである「ラージタイム」で始まった。『シャンペン・ジャム』は彼らの最大の売り上げを記録したアルバムとなりミリオンセラーを記録した。さらに彼らは78年に「イマジナリー・ラバー」、79年に「スプーキー」などのヒットを放った。ARSはイギリスのロック・フェスに、ジェファーソン・スターシップやトム・ペティらとともに遠征した。

## ディスコグラフィ

### スタジオ・アルバム
- 『アトランタ・リズム・セクション』 - Atlanta Rhythm Section (1972年)
- 『非情の壁』 - Back Up Against the Wall (1973年)
- 『サード・アニュアル・パイプ・ドリーム』 - Third Annual Pipe Dream (1974年)
- 『ドッグ・デイズ』 - Dog Days (1975年)
- 『レッド・テープ』 - Red Tape (1976年)
- 『ロックン・ロール魂』 - A Rock and Roll Alternative (1976年)
- 『シャンペン・ジャム』 - Champagne Jam (1978年)
- 『アンダー・ドッグ』 - Underdog (1979年)
- 『ザ・ボーイズ・フロム・ドラヴィル』 - The Boys from Doraville (1980年)
- 『アトランタ・フィーリング』 - Quinella (1981年)
- Truth in a Structured Form (1989年)
- Partly Plugged (1997年)
- Eufaula (1999年)
- With All Due Respect (2011年)

### ライブ・アルバム
- 『アー・ユー・レディー！』 - Are You Ready! (1979年)
- Live at the Savoy, New York October 27, 1981 (2000年)

### コンピレーション・アルバム
- 『アトランタ・リズム・セクション』 - Atlanta Rhythm Section (1977年)
- 『ザ・ベスト・コレクション アトランタ・リズム・セクション』 - The Best Collection Of Atlanta Rhythm Section (1980年)　※日本のみのリリース
- 『アトランタ・リズム・セクション・ベスト』 - Atlanta Rhythm Section '96 (1996年)
- The Best of Atlanta Rhythm Section (1997年)
- 20th Century Masters – The Millennium Collection: The Best of Atlanta Rhythm Sectio (2000年)
- Anthology: Greatest & LatestSkynyrd's First (2007年)
- 『ワン・フロム・ザ・ヴォールツ』 - From The Vaults (2012年)